# سوزان جي هيلمز
سوزان جي هيلمز (بالإنجليزية: Susan Helms)‏ (و. 1958 – م) هي ضابطة جوية، ورائدة فضاء، ومهندسة من الولايات المتحدة الأمريكية . ولدت في [[:تشارلوت (كارولاينا الشمالية)|شارلوت]].

## ريادة الفضاء
شاركت في المهمات الفضائية:
- البعثة 2[1]
- STS-101[1]
- STS-54[1]
- STS-105[1]
- STS-64[1]
- STS-102[1]
- STS-78.[1]

## التعليم
تعلمت في U.S. Air Force Test Pilot School، وأكاديمية سلاح الجو الأمريكي

## الخدمة العسكرية
خدمت في القوات الجوية الأمريكية.

## جوائز
حصلت على جوائز منها:
- وسام "العمل الشجاع في الحرب الوطنية العظمى 1941-1945
- وسام الاستحقاق
- Women in Aviation, International.